# Récord de velocidad en tierra
| Récord de velocidad en tierra:                                                                                              |
| --- |
| 1227.986 km/h |

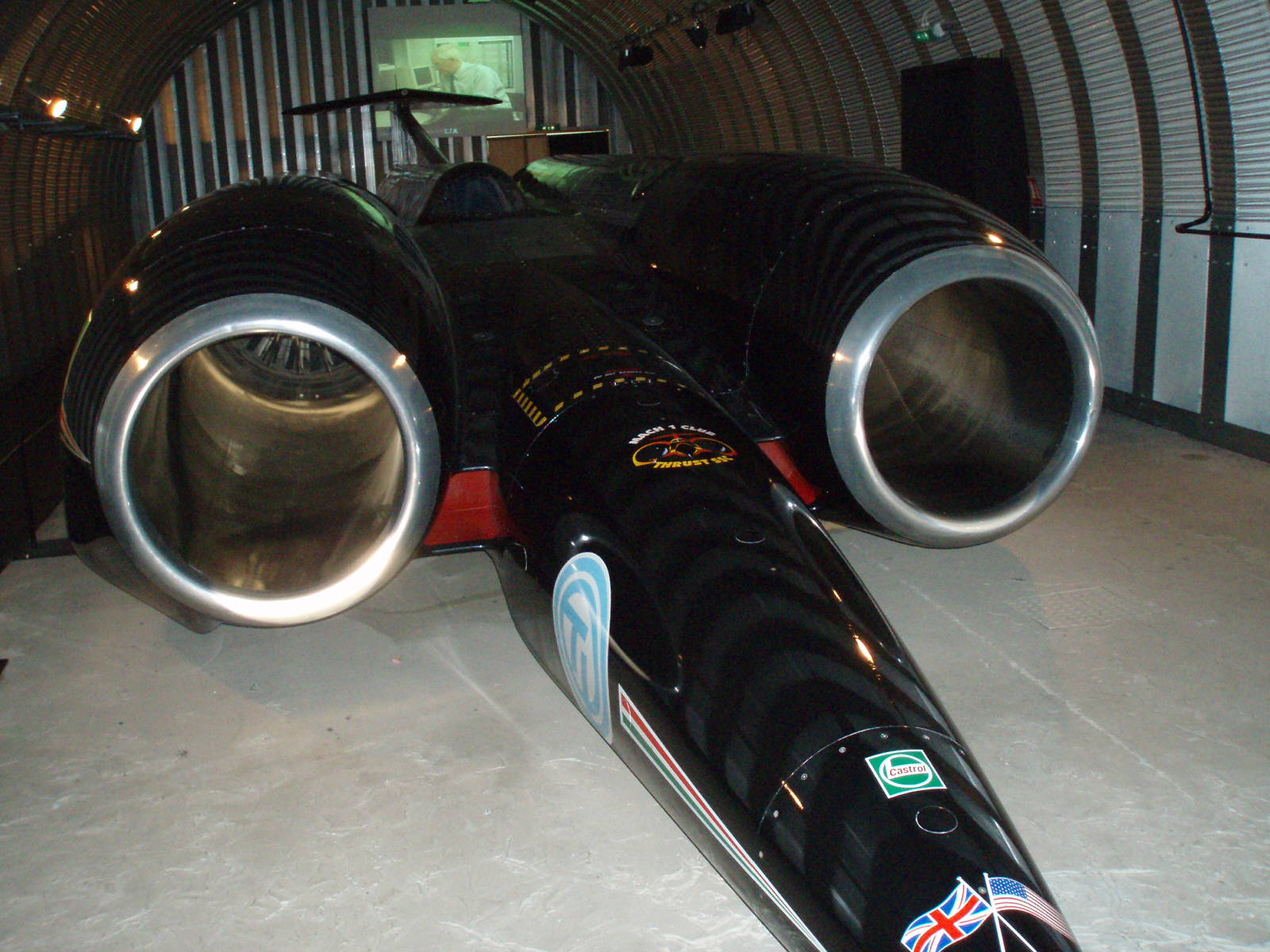
ThrustSSC, conducido por el piloto de la Real Fuerza Aérea Andy Green, ostenta el registro de velocidad en tierra.

| - Vehículo: ThrustSSC - Piloto: Andy Green - Lugar: Desierto de Black Rock, EE. UU. - Fecha: 15 de octubre de 1997 (A 2019) |

El récord de velocidad en tierra (o registro de velocidad en tierra absoluto) es la velocidad más alta conseguida por una persona utilizando un vehículo sobre ruedas que se desplaza estando en contacto con el suelo.
No existe un organismo específico para la validación y control de esta marca. En la práctica, se regula por las normas de la Categoría C ("Vehículos Especiales"), oficializadas por organizaciones regionales o nacionales bajo los auspicios de la Federación International del Automóvil. El registro de velocidad en tierra está normalizado como la velocidad sobre un recorrido de longitud fija, promediada durante dos carreras (generalmente denominados "pases"). Los dos trayectos deben recorrerse en sentidos opuestos en el plazo máximo de una hora, y una nueva marca tiene que superar a la anterior al menos en un uno por ciento para ser validada. Hay numerosas otras categorías de registros para coches; y los récords de velocidad de motocicletas pertenecen a una clase distinta.

## Historia
El primer regulador de velocidad en automóvil fue el Automóvil Club de Francia, que se autoproclamó árbitro del registro de los récords hacia 1902.

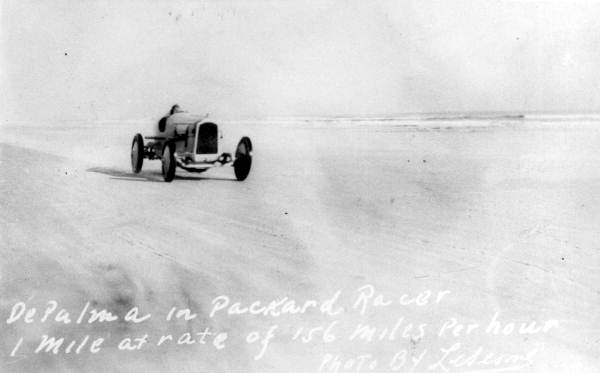
Ralph DePalma en su Packard '905' Especial en el Circuito de la Playa de Daytona en 1919

Los distintos clubes adoptaron normas diferentes, y no siempre se reconocieron los mismos registros mundiales hasta 1924, cuando la Asociación International de Clubes Reconocidos del Automóvil introdujo unas nuevos controles unificados: dos pases en direcciones opuestas (para compensar los efectos del viento) promediados; un máximo de 30 minutos (este plazo se amplió más tarde) entre las dos carreras; pendiente media del recorrido no superior al 1 por ciento; cronometraje con una precisión de 0,01segundos;  y los coches tienen que utilizar para impulsarse la tracción de sus ruedas. Clubes automovilísticos nacionales o regionales (como la AAA y la SCTA del Sur de California) tuvieron que hacerse miembros de la asociación internacional para asegurar que sus registros fuesen reconocidos. Esta asociación internacional se convirtió en la FIA en 1947. La controversia surgió en 1963: el récord del Spirit of America no fue reconocido por la FIA debido a que se trataba de un vehículo de tres ruedas (llevando a la Federation Internacional de Motociclismo a certificarlo como un registro de una motocicleta de tres ruedas una vez que fue rechazado por la FIA) y sin tracción en las ruedas. Poco después la FIA introdujo una categoría especial para los vehículos con ruedas tractoras. Ningún titular del registro absoluto desde entonces ha sido un vehículo de este último tipo.

## Récord femenino

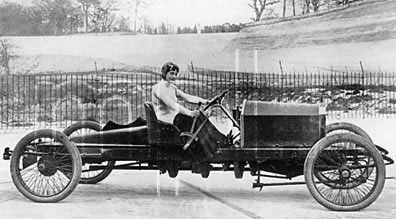
Dorothy Levitt, en un Napier 26hp, en Brooklands, Inglaterra, en 1908

En 1906 Dorothy Levitt batió el récord mundial de velocidad femenino, recorriendo el kilómetro a una velocidad media de 91 mph (146,25 km/h), recibiendo el sobrenombre de la "Chica más Rápida sobre la Tierra". Condujo un Napier con un motor de seis cilindros y 100 hp (74,6 kW) desarrollo del K5, en una prueba de velocidad realizada en Blackpool. Una marca posterior fue lograda por Lee Breedlove (esposa de Craig Breedlove), que pilotó el Spirit of America-Sonic 1 de su marido a una velocidad de 308,506 millas por hora (496,492 km/h) en 1965, convirtiéndola en la mujer viva más rápida a 1974. Según la escritora Rachel Kushner, Craig Breedlove había hablado con Lee para que con su intento de récord evitase que uno de los competidores de su marido pudiese hacer un intento de récord, monopolizando así el circuito de pruebas en el lecho de sal del lago.
El registro de velocidad femenino en tierra sigue en poder de Kitty O'Neil, una especialista que en 1976 condujo un vehículo a reacción denominado SMI Motivator logrando una marca de 512,710 mph (825,127 km/h) en el Desierto de Alvord. Durante su carrera como especialista, había conocido a Bill Fredrick, técnico especializado en efectos especiales y en el diseño de vehículos de alta aceleración, quien construyó el Motivator. Un contrato de 20.000 dólares proporcionó a O'Neil la posibilidad de conducir el coche en un intento para romper exclusivamente el récord femenino: Kitty O'Neil estaba obligada contractualmente a no intentar batir el récord de velocidad absoluto, de modo que el director cinematográfico y especialista Hal Needham pudiese intentarlo con el mismo vehículo.
En 1977 O'Neil también pilotó un dragster propulsado por peróxido de hidrógeno construido por Ky Michaelson, estableciendo una plusmarca absoluta oficiosa durante el cuarto de milla con una velocidad punta de 412 mph (663 km/h) durante 3,22 segundos.

## Récords

### 1898–1965 (con ruedas de tracción)
| Fecha                    | Ubicación                           | Conductor                   | Vehículo                                          | Propulsor                                                                              | Velocidad sobre 1 km | Velocidad sobre 1 km | Velocidad sobre 1 milla | Velocidad sobre 1 milla | Comentarios |
| Fecha                    | Ubicación                           | Conductor                   | Vehículo                                          | Propulsor                                                                              | mph                  | km/h                 | mph                     | km/h                    | Comentarios |
| ------------------------ | ----------------------------------- | --------------------------- | ------------------------------------------------- | -------------------------------------------------------------------------------------- | -------------------- | -------------------- | ----------------------- | ----------------------- | --- |
| 18 de diciembre de 1898  | Achères (Yvelines), Francia         | Gaston de Chasseloup-Laubat | Jeantaud Duc                                      | Eléctrico                                                                              | 39.240               | 63.150               |                         |                         | |
| 17 de enero de 1899      | Achères (Yvelines), Francia         | Camille Jenatzy             | GCA Dogcart                                       | Eléctrico                                                                              | 41.42                | 66.66                |                         |                         | |
| 17 de enero de 1899      | Achères (Yvelines), Francia         | Gaston de Chasseloup-Laubat | Jeantaud Duc                                      | Eléctrico                                                                              | 43.93                | 70.31                |                         |                         | [ 21 ] |
| 27 de enero de 1899      | Achères (Yvelines), Francia         | Camille Jenatzy             | GCA Dogcart                                       | Eléctrico                                                                              | 49.93                | 80.35                |                         |                         | [ 21 ] |
| 4 de marzo de 1899       | Achères (Yvelines), Francia         | Gaston de Chasseloup-Laubat | Jeantaud Duc Profilée                             | Eléctrico                                                                              | 57.65                | 92.78                |                         |                         | [ 21 ] |
| 29 de abril de 1899      | Achères (Yvelines), Francia         | Camille Jenatzy             | CITA No 25 La Jamais Contente                     | Eléctrico                                                                              | 65.79                | 105.88               |                         |                         | Primer vehículo diseñado específicamente para batir un récord de velocidad. Primer récord por encima de 100 kilómetros por hora (62 mph)                                                       |
| 13 de abril de 1902      | Niza, Francia Paseo de los Ingleses | Léon Serpollet              | Gardner-Serpollet Œuf de Pâques (Huevo de Pascua) | Vapor                                                                                  | 75.060               | 120.800              |                         |                         | |
| 5 de agosto de 1902      | Albis-St. Arnoult, Francia          | William K. Vanderbilt       | Mors                                              | Combustión interna                                                                     | 76.080               | 122.438              |                         |                         | Primer récord con un motor de combustión interna |
| 5 de noviembre de 1902   | Dourdan,Francia                     | Henri Fournier              | Mors Z París-Viena                                | Combustión interna 4-cilindros, 9.2 litros, 60 CV                                      | 76.59                | 123.25               |                         |                         | [ 23 ] |
| 17 de noviembre de 1902  | Dourdan, Francia                    | Maurice Augières            | Mors Z París-Viena                                | Combustión interna                                                                     | 77.13                | 124.13               |                         |                         | [ 21 ] |
| 17 de julio de 1903      | Ostende, Bélgica                    | Arthur Duray                | Gobron-Brillié París-Madrid                       | Combustión interna                                                                     | 83.46                | 132.32               |                         |                         | [ 21 ] |
| 5 de noviembre de 1903   | Dourdan, Francia                    | Arthur Duray                | Gobron-Brillié París-Madrid                       | Combustión interna                                                                     | 84.73                | 136.35               |                         |                         | [ 23 ] |
| 12 de enero de 1904      | Lago Sainte-Claire, EE. UU.         | Henry Ford                  | Ford 999 Racer                                    | Combustión interna: 18.9 litros 4 cil en línea (Motor Ford)                            | —                    | —                    | 91.370                  | 147.050                 | En un lago helado (No reconocido por L'Automobile Club de France) |
| 31 de marzo de 1904      | Niza, Francia                       | Louis Rigolly               | Gobron-Brillié París-Madrid                       | Combustión interna                                                                     | 94.78                | 152.53               |                         |                         | [ 21 ] |
| 25 de mayo de 1904       | Ostende, Bélgica                    | Pierre de Caters            | Mercedes Simplex 90                               | Combustión interna                                                                     | 97.25                | 156.50               |                         |                         | [ 21 ] |
| 21 de julio de 1904      | Ostende, Bélgica                    | Louis Rigolly               | Gobron-Brillié Gordon Bennett                     | Combustión interna                                                                     | 103.56               | 166.66               |                         |                         | Primer récord por encima de 100 millas por hora (161 km/h) |
| 13 de noviembre de 1904  | Ostende, Bélgica                    | Paul Baras                  | Darracq Gordon Bennett                            | Combustión interna                                                                     | 104.53               | 168.22               |                         |                         | [ 21 ] |
| 30 de diciembre de 1905  | Arlés, Francia                      | Victor Hémery               | Darracq Special                                   | Combustión interna                                                                     | 109.59               | 176.37               |                         |                         | [ 21 ] |
| 26 de enero de 1906      | Daytona Beach, EE. UU.              | Fred Marriott               | Stanley Rocket                                    | Automóvil de vapor                                                                     | 127.660              | 205.440              |                         |                         | Primer registro por encima de 200 km/h. Primera marca de velocidad superior al ferrocarril de vapor contemporáneo. El registro de vehículos de vapor se mantuvo hasta el 25 de agosto de 2009. |
| 6 de noviembre de 1909   | Brooklands, Reino Unido             | Victor Hémery               | Benz No 1 200 hp (150 kW)                         | Combustión interna: 21.5 litros 4 cil en línea (Motor Benz)                            | 125.940              | 202.680              | 115.930                 | 186.570                 | Primer récord utilizando cronometraje electrónico. |
| 24 de junio de 1914      | Brooklands, Reino Unido             | Lydston Hornsted            | Benz No 3 200 hp (150 kW)                         | Combustión interna: 21.5 litros 4 cil en línea (Motor Benz)                            | —                    | —                    | 124.090                 | 199.700                 | Primer registro de ida y vuelta, fijado en Brooklands con las reglas de la Asociación Internacional de Clubs del Automóvil Reconocidos                                                         |
| 17 de mayo de 1922       | Brooklands, Reino Unido             | Kenelm Lee Guinness         | Sunbeam 350HP                                     | V12, o.h.c simple, 18.3 litros, motor de 350 CV                                        | 133.75               | 215.25               |                         |                         | Tercer y último récord batido en Brooklands |
| 6 de julio de 1924       | Arpajon, Francia                    | René Thomas                 | Délage                                            | Combustión interna, V12, ohv, 10.6 litros, motor de 280 CV                             |                      |                      | 143.31                  | 230.634                 | [ 23 ] |
| 12 de julio de 1924      | Arpajon, Francia                    | Ernest Eldridge             | FIAT Mefistofele                                  | Combustión interna: 21.7 litros 6 cil en línea (Motor FIAT A.12 aviación)              | —                    | —                    | 145.890                 | 234.980                 | Permanece como el récord más elevado obtenido en una vía pública |
| 25 de septiembre de 1924 | Pendine, Reino Unido                | Malcolm Campbell            | Sunbeam 350HP                                     | Combustión interna: 18.3 litros V12 (Motor Sunbeam aviación)                           | —                    | —                    | 146.160                 | 235.220                 | Primer récord de velocidad en tierra de Malcolm Campbell |
| 21 de julio de 1925      | Pendine, Reino Unido                | Malcolm Campbell            | Sunbeam 350HP                                     | Combustión interna: 18.3 litros V12 (Motor Sunbeam aviación)                           | —                    | —                    | 150.870                 | 242.800                 | Primera persona en viajar a más de 150 mph |
| 28 de abril de 1926      | Pendine, Reino Unido                | J. G. Parry-Thomas          | Babs                                              | Combustión interna: 27.0 litros V12 (Motor Liberty L-12 aviación)                      | —                    | —                    | 170.000                 | 273.600                 | |
| 4 de febrero de 1927     | Pendine, Reino Unido                | Malcolm Campbell            | Blue Bird                                         | Combustión interna: 22.3 litros W12 (Motor Napier Lion aviación)                       | —                    | —                    | 174.880                 | 281.440                 | [ 26 ] |
| 29 de marzo de 1927      | Daytona Beach, EE. UU.              | Henry Segrave               | Mystery ("Sunbeam 1000HP")                        | Combustión interna: 2 x 22.4 litros V12 (Motor Sunbeam Matabele aviación)              | 203.790              | 327.970              |                         |                         | El primer coche en alcanzar una velocidad por encima de 200 mph (320 km/h) |
| 19 de febrero de 1928    | Daytona Beach, EE. UU.              | Malcolm Campbell            | Blue Bird                                         | Combustión interna: 23.9 litros W12 (Motor Napier Lion aviación)                       | 206.956              | 333.048              |                         |                         | [ 7 ] |
| 22 de abril de 1928      | Daytona Beach, EE. UU.              | Ray Keech                   | Triplex Special                                   | liter\|cuin}} (Motor V12 Liberty L-12 aviación)                                        | 207.552              | 334.007              |                         |                         | [ 28 ] |
| 11 de marzo de 1929      | Daytona Beach, EE. UU.              | Henry Segrave               | Golden Arrow                                      | Combustión interna: 23.9 litros W12 (Motor Napier Lion aviación)                       | 231.446              | 372.459              |                         |                         | Segrave fue nombrado caballero por este logro |
| 5 de febrero de 1931     | Daytona Beach, EE. UU.              | Malcolm Campbell            | Blue Bird                                         | Combustión interna: 23.9 litros W12 (Motor sobrealimentado Napier Lion aviación)       | 246.090              | 396.025              |                         |                         | Primer récord por encima de 250 km/h. Campbell fue nombrado caballero por este logro |
| 24 de febrero de 1932    | Daytona Beach, EE. UU.              | Malcolm Campbell            | Blue Bird                                         | Combustión interna: 23.9 litros W12 (Motor sobrealimentado Napier Lion aviación)       | 253.970              | 408.730              |                         |                         | [ 26 ] |
| 22 de febrero de 1933    | Daytona Beach, EE. UU.              | Malcolm Campbell            | Blue Bird                                         | Combustión interna: 36.7 litros V12 (Motor sobrealimentado Rolls-Royce R aviación)     | 272.460              | 438.480              |                         |                         | [ 26 ] |
| 7 de marzo de 1935       | Daytona Beach, EE. UU.              | Malcolm Campbell            | Blue Bird                                         | Combustión interna: 36.7 litros V12 (Motor sobrealimentado Rolls-Royce R aviación)     | 276.816              | 445.472              |                         |                         | [ 29 ] |
| 3 de septiembre de 1935  | Pista de Bonneville, EE. UU.        | Malcolm Campbell            | Blue Bird                                         | Combustión interna: 36.7 litros V12 (Motor sobrealimentado Rolls-Royce R aviación)     | 301.129              | 484.598              |                         |                         | Primer récord por encima de 300 mph, la primera plusmarca absoluta establecida en Bonneville                                                                                                   |
| 19 de noviembre de 1937  | Pista de Bonneville, EE. UU.        | George Eyston               | Thunderbolt                                       | Combustión interna: 2 x 36.7 litros V12 (Motor sobrealimentado Rolls-Royce R aviación) | 311.420              | 501.160              |                         |                         | [ 29 ] |
| 27 de agosto de 1938     | Pista de Bonneville, EE. UU.        | George Eyston               | Thunderbolt                                       | Combustión interna: 2 x 36.7 litros V12 (Motor sobrealimentado Rolls-Royce R aviación) | 345.490              | 556.012              |                         |                         | |
| 15 de septiembre de 1938 | Pista de Bonneville, EE. UU.        | John Cobb                   | Railton                                           | Combustión interna: 2 x 23.9 litros W12 (Motor sobrealimentado Napier Lion aviación)   | 350.200              | 563.566              |                         |                         | [ 29 ] |
| 16 de septiembre de 1938 | Pista de Bonneville, EE. UU.        | George Eyston               | Thunderbolt                                       | Combustión interna: 2 x 36.7 litros V12 (Motor sobrealimentado Rolls-Royce R aviación) | 357.500              | 575.314              |                         |                         | [ 29 ] |
| 23 de agosto de 1939     | Pista de Bonneville, EE. UU.        | John Cobb                   | Railton Special                                   | Combustión interna: 2 x 23.9 litros W12 (Motor sobrealimentado Napier Lion aviación)   | 369.740              | 595.040              | 367.910                 | 592.094                 | |
| 16 de septiembre de 1947 | Pista de Bonneville, EE. UU.        | John Cobb                   | Railton Mobil Special                             | Combustión interna: 2 x 23.9 litros W12 (Motor sobrealimentado Napier Lion aviación)   | 394.196              | 634.397              | 394.190                 | 634.390                 | |
| 17 de julio de 1964      | Lago Eyre, Australia                | Donald Campbell             | Bluebird CN7                                      | Turboshaft: 1 x 4000 CV Bristol Proteus                                                |                      |                      | 403.100                 | 648.730                 | Último récord de velocidad absoluto (reconocido en 1964 por la FIA), logrado por un vehículo con ruedas tractoras                                                                              |

### Desde 1963 (propulsión con reactores y cohetes)
Craig Breedlove consiguió una plusmarca de 407,447 mph (655,722 km/h) al volante del Spirit of America en septiembre de 1963, récord considerado inicialmente oficioso.  El vehículo incumplía las normas vigentes de la FIA en dos aspectos: tenía solo tres ruedas, y no contaba con ruedas de tracción, dado que no eran accionadas por su reactor.  Algún tiempo después, la Federación Internacional de Motociclismo creó una categoría para ruedas sin tracción, ratificando la marca del Spirit of America en la nueva clase.  El 27 de julio de 1964, Donald Campbell marcó con su Bluebird CN7 una velocidad de 403,10 millas por hora (648,73 km/h) en el lecho del Lago Eyre, en Australia.  Esta marca pasó a ser el récord oficial de velocidad de la FIA, a pesar de que Campbell quedó decepcionado por no poder batir el tiempo de Breedlove.  En octubre, muchos vehículos a reacción de cuatro ruedas superaron la marca de 1963, pero sus marcas no eran homologables ni por la FIA ni por la FIM. El período de confusión con tres récords de velocidad diferentes duró hasta el 11 de diciembre de 1964, cuando la FIA y la FIM acordaron en París reconocer como el récord absoluto a la velocidad más alta lograda por cualquier piloto, en cualquier vehículo que corriese sobre ruedas, independientemente de si tenían tracción o no.  Así, Art Arfons con su Green Monster fue reconocido como el titular del récord absoluto, Donald Campbell con su Bluebird el titular del récord de velocidad en tierra con ruedas tractoras, y Craig Breedlove con el Spirit of America el titular del récord para un triciclo. Ningún vehículo con ruedas tractoras ha ostentado el récord absoluto desde entonces.
| Fecha                    | Ubicación                       | Conductor       | Vehículo                    | Propulsor                           | Velocidad sobre 1 km | Velocidad sobre 1 km | Velocidad sobre 1 milla | Velocidad sobre 1 milla | Comentarios                                         |
| Fecha                    | Ubicación                       | Conductor       | Vehículo                    | Propulsor                           | mph                  | km/h                 | mph                     | km/h                    | Comentarios                                         |
| ------------------------ | ------------------------------- | --------------- | --------------------------- | ----------------------------------- | -------------------- | -------------------- | ----------------------- | ----------------------- | --------------------------------------------------- |
| 5 de agosto de 1963      | Salar de Bonneville, EE. UU.    | Craig Breedlove | Spirit of America           | Turborreactor                       |                      |                      | 407.447                 | 655.722                 | Ratificado por la FIM para un vehículo de 3 ruedas. |
| 2 de octubre de 1964     | Salar de Bonneville, EE. UU.    | Tom Green       | Wingfoot Express            | Turborreactor                       |                      |                      | 413.200                 | 665.000                 |                                                     |
| 5 de octubre de 1964     | Salar de Bonneville, EE. UU.    | Art Arfons      | Green Monster               | Turborreactor                       |                      |                      | 434.030                 | 698.500                 |                                                     |
| 2 de noviembre de 1965   | Salar de Bonneville, EE. UU.    | Craig Breedlove | Spirit of America - Sonic 1 | Turborreactor                       | 555.485              | 893.966              | 555.485                 | 893.966                 |                                                     |
| 15 de noviembre de 1965  | Salar de Bonneville, EE. UU.    | Craig Breedlove | Spirit of America - Sonic 1 | Turborreactor                       | 594.000              | 955.950              | 600.601                 | 966.574                 | [ 33 ]                                              |
| 23 de octubre de 1970    | Salar de Bonneville, EE. UU.    | Gary Gabelich   | Blue Flame                  | Cohete                              | 630.478              | 1014.656             | 622.407                 | 1001.667                | [ 34 ]                                              |
| 4 de octubre de 1983     | Desierto de Black Rock, EE. UU. | Richard Noble   | Thrust2                     | Turborreactor: 1 x Rolls-Royce Avon | 634.051              | 1020.406             | 633.470                 | 1019.470                |                                                     |
| 25 de septiembre de 1997 | Desierto de Black Rock, EE. UU. | Andy Green      | Thrust SSC                  | Turbofan: 2 x Rolls-Royce Spey      | 713.990              | 1149.055             | 714.144                 | 1149.303                |                                                     |
| 15 de octubre de 1997    | Desierto de Black Rock, EE. UU. | Andy Green      | Thrust SSC                  | Turbofan: 2 x Rolls-Royce Spey      | 760.343              | 1223.657             | 763.035                 | 1227.986                | Primer registro supersónico                         |

### Desde 1965 (ruedas tractoras)
No hay ninguna categoría de "ruedas tractoras" como tal. La FIA valida registros en una serie de clases que incluyen vehículos con "ruedas tractoras": la Categoría A (Coches Especiales) y la Categoría B (Coches de Producción).  El registro aceptado es la velocidad media más rápida registrada sobre una milla o un kilómetro, promediada en dos carreras en sentidos opuestos (compensando el factor viento) en el plazo máximo de una hora.  Los récords más recientes pertenecen a distintas clases dentro de la Categoría A.
Desde 1965, los titulares de récords de velocidad en tierra con ruedas tractoras han sido:
| Fecha                    | Ubicación                    | Conductor           | Vehículo                                          | Propulsor                                                             | Velocidad sobre 1 km | Velocidad sobre 1 km | Velocidad sobre 1 milla | Velocidad sobre 1 milla | Comentarios |
| Fecha                    | Ubicación                    | Conductor           | Vehículo                                          | Propulsor                                                             | mph                  | km/h                 | mph                     | km/h                    | Comentarios |
| ------------------------ | ---------------------------- | ------------------- | ------------------------------------------------- | --------------------------------------------------------------------- | -------------------- | -------------------- | ----------------------- | ----------------------- | --- |
| 12 de noviembre de 1965  | Salar de Bonneville, EE. UU. | Bob Summers         | Goldenrod                                         | Combustión interna. 4 x Motor Chrysler Hemi V8                        | —                    | —                    | 409.277                 | 658.526                 | Motor de pistón. Récord Grupo I, Clase 11: motor de 2 o 4 tiempos sin sobrealimentación, cilindrada > 8000 cm³               |
| 21 de agosto de 1991     | Salar de Bonneville, EE. UU. | Elwin "Al" Teague   | Spirit of '76 (Torque Speed-o-Motive Streamliner) | Combustión interna. Motor Chrysler Hemi sobrealimentado               | 425.050              | 684.052              | 409.978                 | 659.796                 | Motor de pistón. Récord Grupo I, Clase 11: motores de 2 o 4 tiempos con sobrealimentación, cilindrada > 8000 cm³ hasta 2008. |
| 18 de octubre de 2001    | Salar de Bonneville, EE. UU. | Don Vesco           | Vesco Turbinator                                  | Turboshaft                                                            | 458.196              | 737.394              | 458.444                 | 737.794                 | Grupo IX, Clase 3: motor de turbina, peso descargado > 1000 kg                                                               |
| 26 de septiembre de 2008 | Salar de Bonneville, EE. UU. | Tom Burkland        | Burkland 411 Streamliner                          | Combustión interna. Motor Chrysler Hemi sobrealimentado               | —                    | —                    | 415.896                 | 669.319                 | Motor de pistón. Récord Grupo I, Clase 11: motor de 2 o 4 tiempos con sobrealimentación, cilindrada > 8000 cm³               |
| 25 de agosto de 2009     | Salar de Bonneville, EE. UU. | Roger Schroer       | Venturi Buckeye Bullet                            | Motor eléctrico por Venturi Automóviles                               | 303.025              | 487.672              | 302.877                 | 487.433                 | Primer vehículo eléctrico en superar 300 mph                                                                                 |
| 24 de agosto de 2010     | Salar de Bonneville, EE. UU. | Roger Schroer       | Venturi Buckeye Bullet                            | Motor eléctrico por Venturi Automóviles                               | 307.905              | 495.526              | 307.666                 | 495.140                 | |
| 21 de septiembre de 2010 | Salar de Bonneville, EE. UU. | Charles E. Nearburg | Spirit of Rett streamliner                        | General Motors V8                                                     | 414.477              | 667.037              | 414.316                 | 666.776                 | Motor de pistón no sobrealimentado. Récord Grupo II, Clase 11.                                                               |
| 17 de septiembre de 2012 | Salar de Bonneville, EE. UU. | George Poteet       | Speed Demon streamliner                           | Combustión interna. Motor Chevrolet de bloque pequeño turboalimentado | 439.562              | 707.408              | 439.024                 | 706.540                 | Grupo I, Clase 10 |